# Machimus hierosolymae
Machimus hierosolymae là một loài ruồi trong họ Asilidae. Machimus hierosolymae được Theodor miêu tả năm 1980. Loài này phân bố ở vùng Cổ Bắc giới và châu Á.